# Daalder (restaurant)

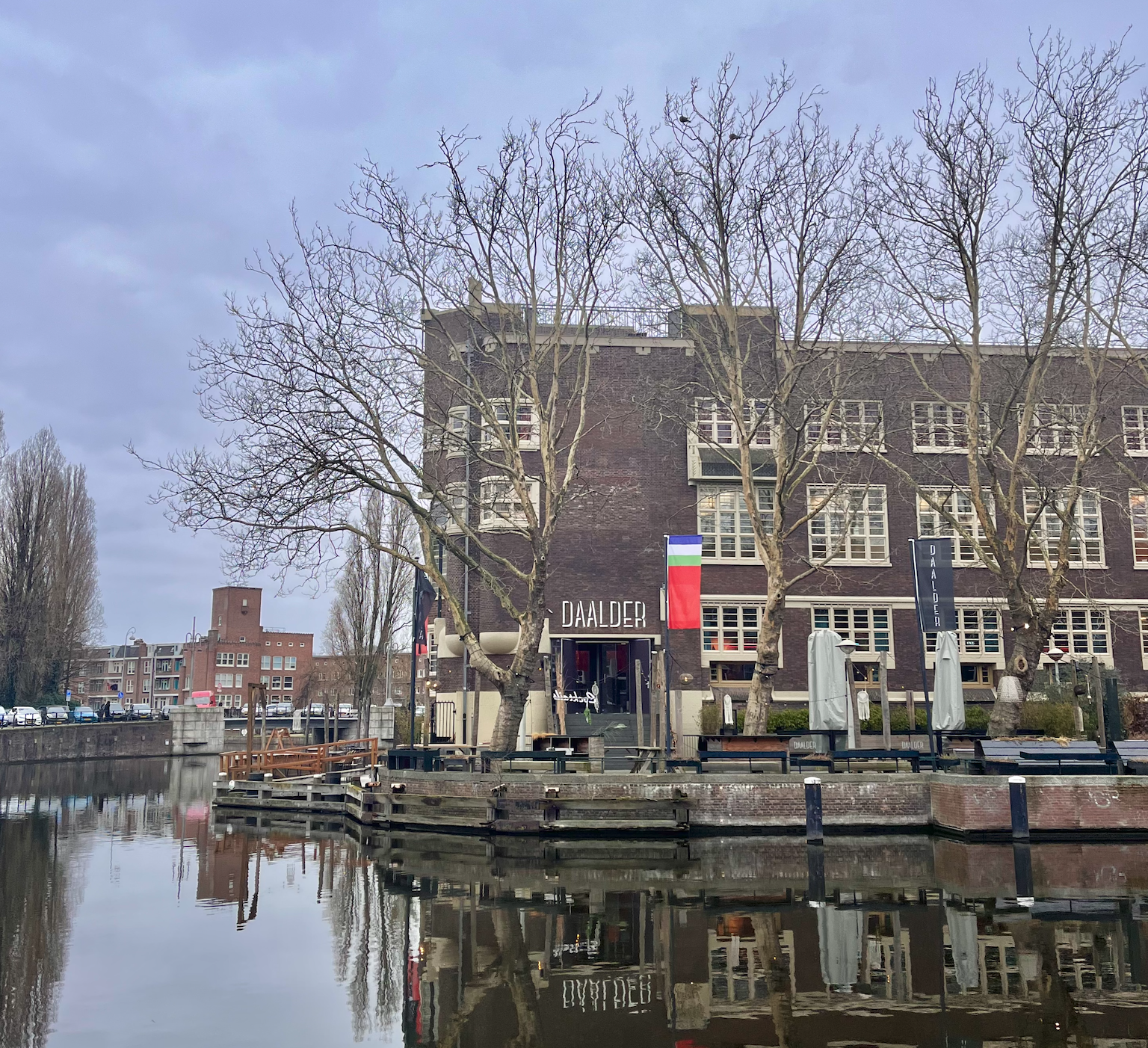
De buitengevel in 2023.

Daalder is een restaurant in Amsterdam van horecaondernemer Frans van Dam en chef-kok & mede-eigenaar Dennis Huwaë. Onder culinaire leiding van Huwaë ontving het restaurant op 29 maart 2021 een Michelinster.

## Locatie
De eetgelegenheid was tot 2021 gevestigd in de Jordaan, in het het westelijke deel van het centrum van de stad. Het hoekpand was gelegen aan de Lindengracht en de Eerste Goudsbloemdwarsstraat. Daalder is niet de eerste horeca die er is gevestigd, eerder zaten hier koffiehuis Bruijning en later een jazzcafé. In 2021 is het restaurant verhuisd naar een nieuwe locatie in de Amsterdamse wijk De Baarsjes. Het pand is het voormalige multifunctionele schoolgebouw Het Sieraad.

## Geschiedenis

### Opening
In 2008 opende Frans van Dam de horecagelegenheid, aanvankelijk als Café Mevrouw Daalder. In de beginjaren stonden de jeugdvrienden Guillaume de Beer en Freek van Noortwijk in de keuken van het restaurant. Het establisment dat aanvankelijk opende als café verhoogde door de jaren heen de culinaire kwaliteit. De twee koks, die ook enkele jaren tegelijkertijd in Daalder werkten verlieten het restaurant in 2015. Ze openden samen met hun derde compagnon Johanneke van Iwaarden hun eigen restaurant: Guts en Glory in Amsterdam.

### Dennis Huwaë
De stijgende culinaire lijn van Daalder werd doorgezet met het aantrekken van de nieuwe chef-kok. Dennis Huwaë is sinds begin 2016 mede-eigenaar van het restaurant en krijgt de leiding over de keuken. Hij deed ervaring op bij verschillende sterrenzaken, waaronder 't Laurierblad, The Fat Duck en Ciel Bleu. Voor hij aan de slag ging bij Daalder was hij jarenlang de souschef van Moshik Roth in het met twee Michelinsterren onderscheiden &samhoud places.

### Erkenning
De eetgelegenheid werd in 2024 onderscheiden met 15 van de 20 punten in de Franse GaultMillau-gids. Dezelfde gids onderscheidde chef Huwaë met de prijs: 'Talentvol chef van het jaar 2018'. In maart 2021 werd restaurant Daalder onderscheiden met een Michelinster. De zaak staat in de top 100 van de Nederlandse culinaire gids Lekker. In 2022 stond het restaurant op de 97ste en in 2023 op plaats 83 plek van beste zaken in Nederland.

### Verhuizing
In 2021 verhuist Restaurant Daalder naar een nieuwe locatie aan de Postjesweg 1 in de Amsterdamse wijk De Baarsjes. Later openen ze een nieuwe zaak: Daalder Atelier in de oude locatie aan de Lindengracht 90 onder de naam Daalder Atelier.